# Балаклея
Балакле́я (до 2004 року — Балаклія, стародавня назва — Балаклій, Баклій) — село в Україні, адміністративний центр Балаклеївської сільської громади Черкаського району Черкаської області. Населення — 4433 особи,

## Географічне розташування
Село Балаклея розташоване на Правобережжі середнього Надніпров'я, у південній частині області, у західній частині району, за 12 км на північний захід міста Сміла. Селом пролягає автомобільна дорога національного  значення Н01 та залізнична лінія Миронівка — Імені Тараса Шевченка, на якій розташована станція Перегонівка Одеської залізниці. Селом тече річка Медянка, на якій створено став, в який впадає річка Балаклійка. Станом на 1 січня 2008 року в селі налічувалося 2503 домогосподарств.

## Історія

### Стародавні часи
Балаклея — назва татарська. В історії відомий цар заволзьких татар Балаклай, який у 1321 році зупинився на місці нинішнього села після поразки у час походу проти Литовсько-Новгородського князя Скирмунта Мингайловича при Кайданові. Звідси і пішла назва села[джерело?].
Точна дата заснування Балаклеї не відома. За однією з версій село було засноване татарами, що зупинилися тут у 1221 році Частина з них оселилися на березі річки в районі Балаклеї. За іншою версією Балаклея була заснована ще до монголо-татарської навали. Перші її жителі займалися рибальством та мисливством.
Існує також версія, що назва села перенесена з водного об'єкта на осаду, що виникла поруч. Це гідронім тюркського походження, де «балак» — невелика річка, дрібна протока. Інші перекладають це слово, як «рибна річка» (татарською «буликли»)[уточнити] [неякісне джерело].
На той час Балаклея зовсім не була схожа на сучасне село. Рівень води в річках був на 5—8 метрів вищим за сучасний рівень (про це свідчать численні знахідки водяної рослинності в ґрунті далеко від водоймищ та річок). Зі спогадів старожилів села відомо, що на території Балаклеї існувало велике озеро, що простягалося до самого Орловця. Причиною цього високого рівня води було те, що раніше заплави рік Ірдинь та Тясмин були стародавнім пересохлим річищем Дніпра, яке було судноплавним тисяча років тому. Про це також свідчать знахідки стародавніх кораблів в озерах Ірдиня. Це, можливо, і було причиною високого рівня води у річках. Вся територія Балаклеї була повністю заліснена і непридатна для сільськогосподарських робіт.

### XVI—XIX століття
28 березня 1633 року бояриня Христина Корженевська, до шлюбу Жубрик, продала Балаклею, яка входила до Мліївської волості, польському магнату Станіславу Конєцпольському. Балаклея пізніше згадується в історичних документах 1648 року. Село позначене на карті Боплана кінця 1640-х років XVII століття. За часів визвольної війни 1648—1657 років населення Балаклеї бере активну участь у національно-визвольному русі. Згідно з «Реєстром Війська Запорозького» до складу Чигиринського полку входили 80 козаків Баклійської сотні, сотник — Захарко.
Відомий польський романіст Генрик Сенкевич, зображуючи події повстання 1648 року, писав:

«Чимало тут (у Городищі) полягло шляхти із Коноплянки, Старосілля, Балаклеї»

Після смерті Богдана Хмельницького прагнення польських магнатів на поневолення Правобережної України активізувалося. У 1661 році Конецпольські добиваються у польському сеймі утвердження своїх володінь у Київському воєводстві, у які входять Костянтинівка, Балаклея, Орловець та Сміла, яка залишилася їхньою власністю після Андрусівського перемир'я 1667 року. Згодом царською грамотою село Балаклея і село Орловець були подаровані Виговському. Село поступово розбудовувалося і станом на 1741 рік налічувало до 100 подвір'їв.
Після окупації Правобережної України з Лівобережною Московією в 1793 році Балаклея спочатку входило до Смілянського повіту, а з січня 1795 року — до Черкаського повіту Київської губернії. Власником села на той час був російський князь Григорій Потьомкін, який у 1792 році передав село у спадщину своєму племіннику графу Олександру Самойлову. Селяни все більше закріпачувалися. Зокрема панщину потрібно було відробляти 3—4 дні. Тяглові мали виходити на роботу з власною худобою.
У 1820 році село було подарована графом Олександром Миколайовичем Самойловим своїй дочці Софії — тодішній володарці всього Смілянського маєтку. Церква в селі ще здавна була Миколаївська. Існувала з 1746 року і числилась вже тоді старою, хоч була побудована у 1720 році. У 1848 році  володарка села графиня Софія Бобринська будує нову дерев'яну церкву, яку освятила 17 вересня 1848 року на честь святої мучениці Софії.
У 1838 році власник Смілянських володінь граф Олексій Бобринський будує в селі цукровий завод. Це були великі, обмазані глиною сараї з примітивною технікою, зокрема, ручними тертушками, гвинтовими пресами, якими віджимався буряковий сік, що потім випаровувався на вогні (парова система) до певної густоти, оброблявся бичачою кров'ю і зливався у великі баки, де протягом 2—3 місяців кристалізувався. Рушійною силою механізму були коні та воли. За добу перероблялося 150—170 берківців коренів (300—335 центнерів) За весь сезон вироблялося 5,5—6 тисяч пудів цукру. Заводам потрібно було багато палива і тому вирубувалися навколишні ліси. Важкими були умови праці на цукровому заводі. Холод, вогкість, каганцеве освітлення. Робітники працювали 12—14 годин на день. Сезонних робітників привозили з Харківської і Тульської губерній. Це були переважно безземельні селяни, які змушені були йти до поміщиків та капіталістів працювати за злиденну оплату. За рік на робітника, у середньому витрачалося 80—90 карбованців, а на утримання одного коня 170 карбованців. Хоч ця цифра здається малою, але лише одна працююча людина (батько) міг забезпечити всю сім'ю із 5 дітей та жінки. Крім цього при цукровому заводі діяли: хор, струнний оркестр, драматичний театр. Вони давали концерти кожну неділю для робітників і жителів села.
Селянська реформа 1861 року сприяла подальшому розвитку капіталізму. В селі почали діяти два цегляні заводи. Кожна цеглина відмічалася надписами «ВЕ» (Володимирівська економія). В деяких селян ще збереглася та цегла, що говорить про надійність і витривалість. Бобринські продовжили скуповувати в селі наділи селян, які розорювалися. На них працювали жатки, молотарки, для обмолоту хліба використовувалася парова система, запроваджувалося десятинна система. У 1876 році через село прокладена залізниця.
У 1899 році поміщикам Балаклеї належало 597 десятин землі, церкві — 40, а 4233 жителя користувалися 1795 десятинами, тобто по 2 десятини на двір, з кількістю в середньому понад 5 осіб. У 1889 році в селі відкрито однокласне училище, яке у 1913 році було передано у розпорядження земства, де навчалася 20—25 учнів. Медичне обслуговування здійснював лише один фельдшер.

### XX століття
Чимало мешканців села працювало на промислових підприємствах, станціях Бобринська та Сміла. Злидні, безправ'я, важкі умови праці життя викликали незадоволення селян існуючим податкам. Економічні зв'язки села з Смілою сприяли розповсюдженню на його території революційної літератури. За свідчення поліцейського справника наприкінці 1905 року в селі Балаклея Черкаського повіту Київської губернії була створена соціал-демократична організація, яка розповсюджувала листівки і вела агітаційну роботу серед селян, спрямовану на відібрання землі у місцевого поміщика графа Бобринського. За свідченням жителя села Балаклея Коротича К. Олександровича, який на той час працював машиністом на станції Бобринська, наприкінці жовтня 1905 року в Балаклеї селяни вимогали поділу поміщицької землі, спалили Балаклеївську і Костянтинівську економію. Для наведення порядку з Черкас до села прибув збройний загін.
Під час громадянської війни в Балаклеї відразу обирається земельний комітет, до складу якого увійшли Т. С. Хоменко, І. Ю. Безсмолий, Х. Д. Мачулка. Члени комітету взяли на облік поміщицькі й громадські землі, почали їхній розподіл між селянами, встановили контроль над цукровим і цегельними заводами. З нетерпінням селяни чекали весни, щоб обробити землі, проте мирне життя перервала австро-німецька окупація, що тривала з березня до 19 листопада 1918 року. Після звільнення від німецьких окупантів село на деякий час утримували війська Никифора Григор'єва (травень 1919), денікінські війська (серпень 1919) та інші.

#### Радянська влада
Протягом 1920—1922 років на Смілянщині певна частина селянства, особливо заможного вели партизанську війну з більшовиками. 23 червня 1921 року загін Грозного знищив членів Балаклеївського ревкому Меха та Чепутовича. Цей же загін ліквідував колишнього командира партизанського загону Сергя Подвиженко. 30 липня 1921 року загін під керівництвом отамана Голого зайняв село.
12 серпня 1924 року 18 селянських господарств села об'єднуються у сільськогосподарську артіль «Робітник». Артіль мала у колективному користуванні 20 свиней, 3 бики, 8 кнурів на загальну суму 1278 карбованців. Члени артілі усуспільнили 39,7 десятин на польові землі і 3 десятини луків, а також 6 коней, 2 плуги, 2 борони, 1 сівалку, 3 віялки, 5 возів на загальну суму 2051 карбованців.
У 1924—1925 роках в артілі «Робітник» налагоджується робота допоміжних господарств. В зимовий час виготовляються обози, спиці. Позитивний досвід артілі сприяв створенню у 1925 році ще одного колгоспу «Шлях селянина», до якого спочатку входили 9 незалежних селянських сімей. Організаторами цього господарства були, Ф. Т. Личак (голова), Т. С. Хоменко, В. І. Мех.
У 1926—1927 роках балаклеївці розширюють своє господарство, беруть в оренду 9,5 десятини орної землі і 8 десятин виноградника. За короткий період організували свиноферму з 14 племінних свиней на суму 1024 карбованців. Добрих результатів добилась артіль і в рільництві. Вони зібрали з кожної десятини по 99 пудів жита, 124 — вівса, 90 — проса, 200 — кукурудзи, 605 — картоплі, 720 — цукрових буряків і 1294 пуди кормових буряків. Аналіз рентабельності свідчить, що протягом перших трьох років свого існування артільне господарство було прибутковим, що позитивно впливало на добробут членів артілі.
Не лише матеріально, але й духовно колгоспники стали багатшими. В спеціальному приміщенні для організації культурно-масової роботи можна було почитати свіжі газети, які передплачують на кошти артілі, одержали художню літературу. У 1926 році бібліотека нараховувала 67 книжок. 3 % чистого прибутку щорічно відраховувалося в культфонд.
У 1929 році артілі «Робітник» і «Шлях селянина» були об'єднані в єдине господарство. У 1930 році в селі створюється колгоспи імені Першого Травня, у 1934 році — колгосп імені Ворошилова та імені XVII партійного з'їзду.
З метою ідеологічного впливу на населення радянська влада відновила школи. У [1917]] році було охоплено навчанням 29 % дітей села, у 1919 році цей показник становив 33 %, а у 1922 році — 41 %. Почали працювати лікнепи, у роботі яких брали участь Є. Я. Гугля, О. С. Яшник. Сільська рада дедалі більше приділяла увагу благоустрою Балаклеї, розвитку охорони здоров'я, освіти, культури. Було здійснено радіофікацію центральної частини села.

Постишев серед колгоспників Балаклеї

У 1930 році на колгоспних полях села з'явилися перші трактори. Приклади самовідданої праці показували ланкові Керекеша О. Д., Н. К. Лисогір, І. М. Олійник, Дмитраш, Манько, Голубець. У 1936 році Балаклею відвідав Павло Постишев.
Під час Голодомору у 1931 році радянський уряд проводив політику розширення цукропромисловості у нових районах бурякосіяння: Сибір, Киргизстан, Казахстан, Приморський край, тому у 1932 році обладнання Балаклеївського цукрозаводу було перевезено до Казахстану. Найважчим був 1933 рік, коли особливі загони-комісії під виглядом боротьби з куркульством відбирали у селян все, що залишалося від посіву і посадки на городах. За весь 1933 рік кількість смертей в Балаклеї склала 484 осіб (дані не точні).

#### Друга світова війна
У 1941 році німецькі війська тимчасово окупували село. За період окупації в Балаклеї від рук нацистів загинуло понад 80 селян. З вересня 1941 року почала діяти підпільна партійно-комсомольська організація, яку очолили комуніст Василь Федорович Ромейко, голова Смілянського райвиконкому, його помічники Я. Є. Щербатюк (голова балаклеївського колгоспу «Робітник»). До складу підпільної групи увійшло 16 осіб. Члени організації займалися розповсюдженням агітаційних листівок серед населення, організовували диверсії. Так партизани підірвали залізничне полотно, внаслідок якого було знищено паровоз та 20 вагонів. У квітні 1942 року дії народних месників ставали все активнішими і відчутнішими. Це насторожило нацистів. Почалися масові переслідування, облави i арешти. За допомогою зрадників нацисти натрапили на слід підпільників. У квітні 1942 року нацисти заарештували керівника підпільників В. Ф. Ромейка, господарів квартири В. Ф. Гордієнко і М. С. Дерев'янка, а також підпільників Я. С. Щербатюка, М. С. Дерев'янка, О. А. Осипова. 18 квітня 1942 року всі вони були розстріляні. Проте дії підпільної групи не припинилися. В звіті Київського обкому ЛКСМ України було зазначено:
|  | « …організація встановила зв'язок з партизанським загоном імені Пожарського, якому передала 37 бійців, 15 гвинтівок, 3 автомати, 1 кулемет. В підпільній організації особливою мужністю, активністю, відвагою відзначилися комсомольці Євген Іванович Таран, Володимир Петрович і Григорій Омельянович Хоменки, Володимир Прокопович Гончаренко. Дехто з них загинув смертю хоробрих. Підпільна організація с. Балаклея діяла до серпня 1943 року, а коли почалися масові арешти і репресії, влилася в партизанський загін імені Пожарського». |

Діяльність партизанського загону імені Пожарського розгорнулася спочатку у районі Смілянського, Сунківського та Ординського лісів. Загін швидко поповнювався і нараховував 970 осіб. Згодом керівництво загону, передбачаючи неминучість вирішальних битв з регулярними ворожими частинами, зосередило свої сили в районі на захід від Сміли (навколишні ліси сіл Костянтинівки, Балаклеї, Малого Старосілля).
Відважною розвідницею партизанського загону зарекомендувала себе Тетяна Мачулка. В похмуру осінню пору 1943 року, під час виконання бойового завдання у селі Мале Старосілля, ворогу вдалося її вислідити і заарештувати. Радянська патріотка загинула, але не видала своїх товаришів, які продовжували боротьбу. Іван Кіндратович Писак, уродженець села Теклине, в одному з боїв пораненим потрапив в оточення, але перемагаючи тяжкість свого становища, ночами пробрався в окуповане німцями рідне село. Ховаючись від нацистів, він встановив зв'язок з підпільною патріотичною групою на станції Імені Тараса Шевченка і стає начальником штабу підпілля. Восени 1943 року нацисти схопили I. К. Лисенка і після тортур стратили. Безстрашною партизанською розвідницею була подруга Тетяни Мачулки Раїса Мишенко. Проти ночі на 27 жовтня 1943 року вона відправила до партизан 16 підпільників, а коли повернулася додому, їй стало відомо, що заарештовано її матір й сестру. При намаганні звільнити рідних Раїса була схоплена і страчена. Після катувань була також розстріляна партизанська розвідниця Євгенія Хижняк.
30 січня 1944 року, в ході Корсунь-Шевченківської операції та запеклих боїв, війська 52-ї армії 2-го Українського фронту звільнили Балаклею і відновили радянську окупацію.
Загалом протягом війни загинуло 458 мешканців села, з них 265 зникло безвісти. 409 чоловік нагороджені бойовими орденами і медалями. На честь загиблих односельчав в селі встановлено традиційний обеліск Слави.

#### Повоєнні роки
У 1950 році колгоспи «Робітник», ім. Ворошилова, ім. Першого Травня та ім. XVII партз'їзду були об'єднані в єдине велике господарство. У 1958 році його було перейменовано в колгосп «Дружба».
У 1967 році на полях колгоспу «Дружба» працювало 28 потужних тракторів,19 автомашин,6 зернових, 5 бурякових, 4 кукурудзозбиральних та 3 силосних комбайнів, але екстенсивні методи ведення господарства та застаріла техніка не давали змоги сільському господарству розвиватися. Станом на 1967 рік близько 30 % земель не удобрювалося. Як і в усьому СРСР в Балаклеї були свої рекордсмени, які намагалися досягти загальносоюзного рівня в різних галузях: Д. М. Реутинська, яка за прикладом Демченко, боролася за 500-центнерний урожай буряків; Зінаїда Софронівна Голубець тощо. Про екстенсивність ведення сільського господарства свідчила така статистика: у Балаклеї за цей період було осушено 40 га землі, меліорація земель, осушення берегів, створення нових штучних річок — було звичним явищем в той період. Держава вкладала величезні кошти в меліорацію, лише п'ятдесятирічний прибуток від сільського господарства міг повність покрити витрати. Станом на 1966 рік 168 гектарів землі було під лугами, з них лише 30 га використовувалися як пасовища і сінокоси. Решта землі не використовувалася.
Станом на 1971 рік в селі працювали середня, дві восьмирічні школи, 5 бібліотек (бібілотечний фонд складав 19,3 тис. книг), клуб, аптека, стаціонарна лікарня на 40 ліжок, дві перукарні, універмаг, промтоварні й продовольчі крамниці. У 1975 році в Балаклеї було збудовану нову школу, що нині має ім'я на честь Євгенії Яківни Гуглі. Одним з перших директорів новозбудованої школи була Новік Жанна Володимирівна, яка працювала на цій посаді 8 років. Згодом директорами школи були: Колос Анатолій Сергійович, Плашенко Ольга Яківна. З 1979 року школу очолила Чубок Галина Олексіївна. З 1988 по 2018 школу очолювала Дорожкіна Неля Сергіївна, з 2019 року й понині директором школи є Ткаленко Юрій Володимирович.

### У Незалежній Україні
З 24 серпня 1991 року село перебуває у складі Незалежної України.
12 червня 2020 року, шляхом об'єднання Балаклеївської та Малостаросільської сільських рад Смілянського району, утворена Балаклеївська сільська громада.
19 липня 2020 року, в результаті адміністративно-територіальнох реформи та ліквідації Смілянського району,село увійшло до складу новоутвореного Черкаського району.

## Населення

### Мовний склад
Рідна мова населення за даними перепису 2001 року:
| Мова       | Чисельність, осіб | Відсоток |
| ---------- | ----------------- | -------- |
| Українська | 4 383             | 96,46 %  |
| Російська  | 146               | 3,21 %   |
| Інше       | 15                | 0,33 %   |
| Разом      | 4 544             | 100,00 % |

## Економіка
На території села знаходиться центральна садиба КСП «Дружба», за яким закріплено 3040 га сільськогосподарських угідь, з них 2669 га ріллі, 231 — сіножатей, 664 — лісів, 139 — пасовищ та 6 га ставків. Тут діє 8 фермерських господарств, які господарюють на 346 га землі, з них ріллі — 208.
ТОВ „ПКК «ДНД»“, що в провулку Силікальцитному, виготовляє дігтярне мило.

## Відомі особи
Уродженці села:
- Іван Полтавець-Остряниця (1890—1957) — український військовик та політичний діяч, ультраконсерватор, монархіст-гетьманець;
- Андрій Буц (* 1923 — † 18 жовтня 1948) — Герой Радянського Союзу;
- Ігор Мазуренко — відомий спортсмен (армрестлінг, бодібілдинг, пауерліфтінг, жим лежачи), спортивний менеджер та підприємець, чемпіон світу з рукоборства у серії Masters 2011 року.
- Яременко Ярослав Дмитрович (1972—2015) — солдат Збройних сил України, учасник російсько-української війни[12]

Перебували:
- Потьомкін Григорій Олександрович — російський державний й військовий діяч, дипломат, генерал-фельдмаршал.
- Швець Олег Миколайович (1979—2014) — старший лейтенант Збройних сил України, учасник російсько-української війни.

## Галерея

Пам'ятник воїнам-односельцям
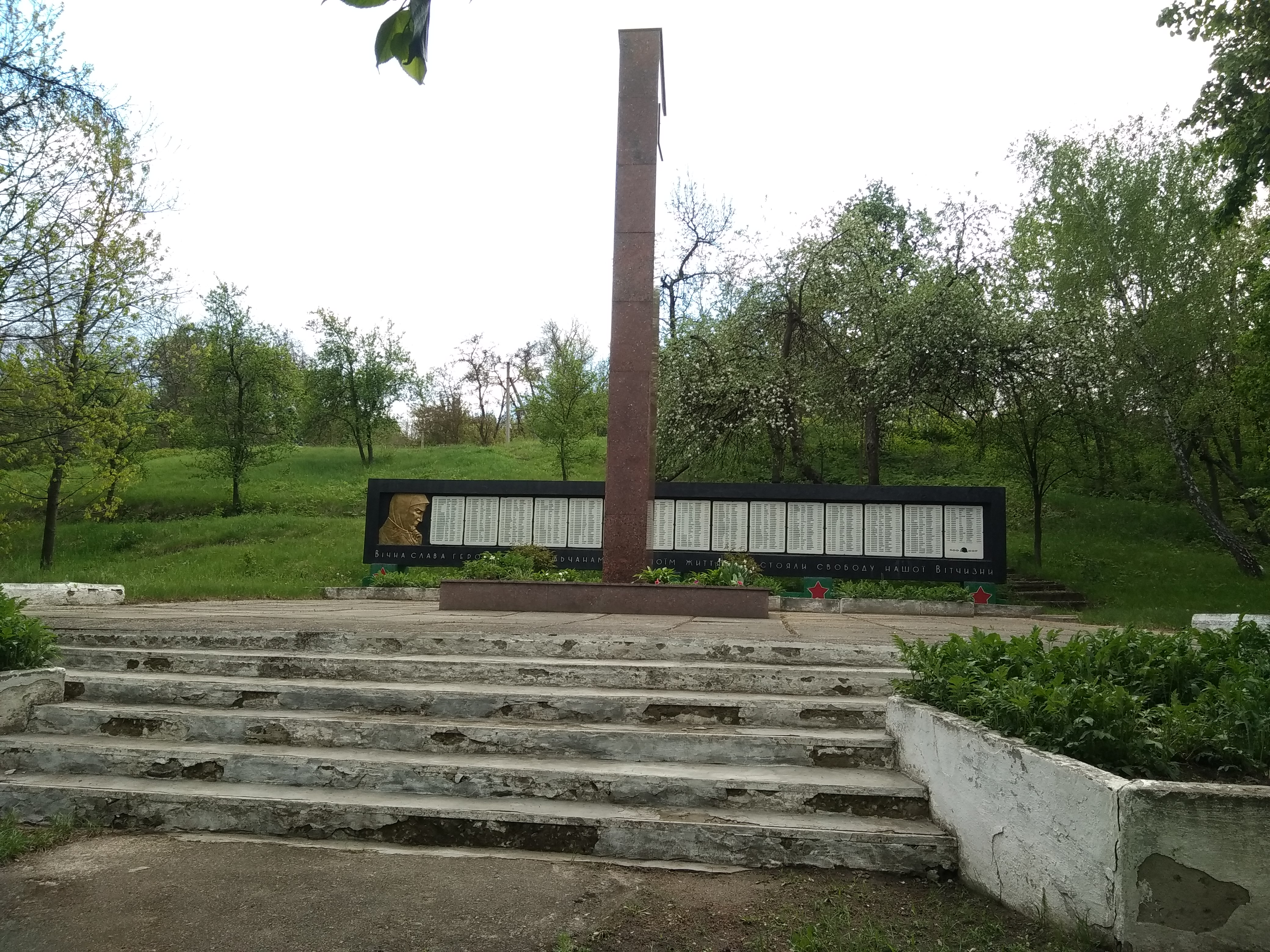
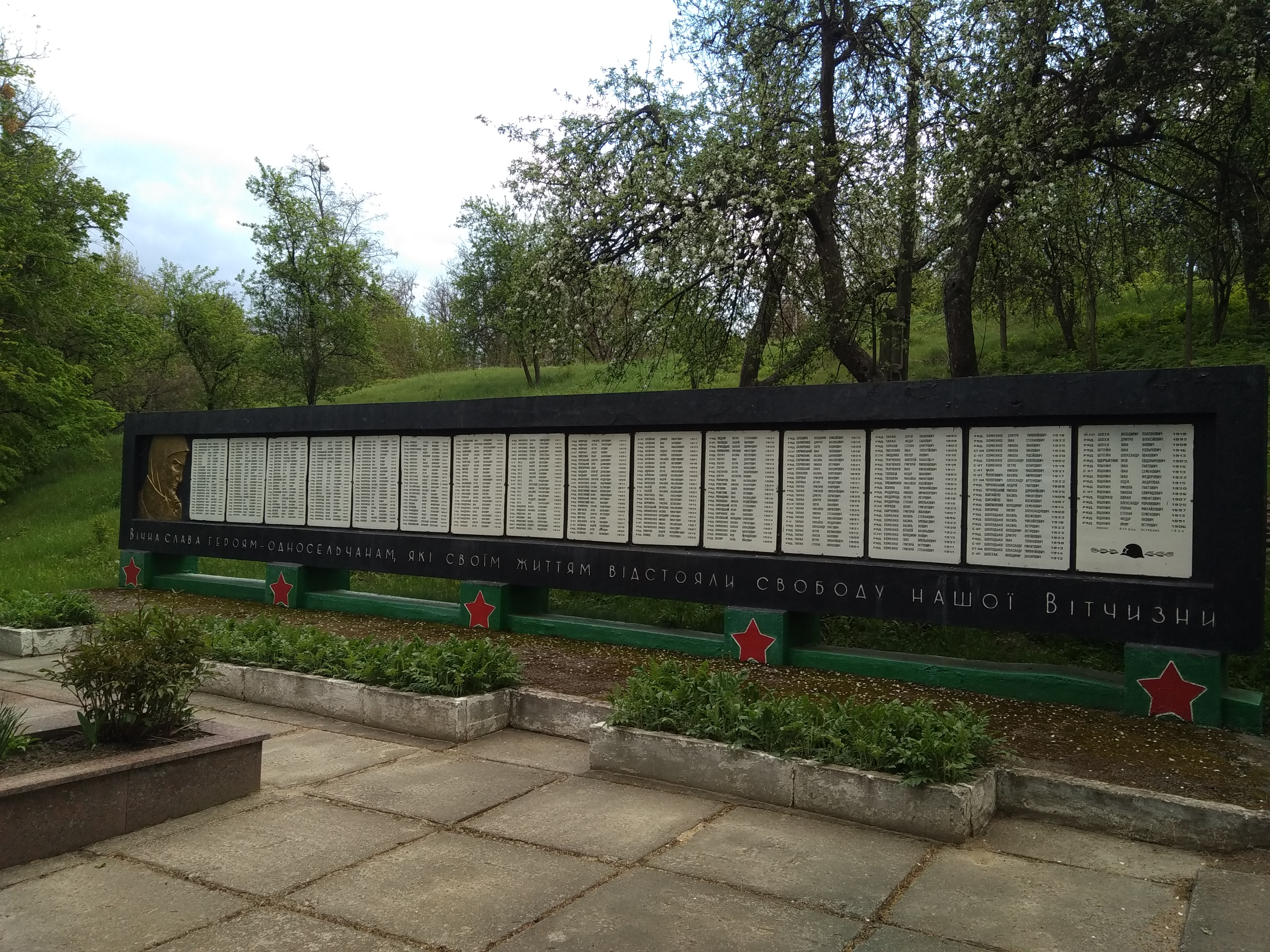